# Casa de Escors
Escors, o de Cors, es un apellido de origen franco, posiblemente aquitano o gascón, relacionado con otros apellidos actuales de Aquitania (Descors, Escars) y catalanes de origen occitano (Escorsell, Escorsa).

## Origen
Etimológicamente, Escors procede de "Cors" ), incorporando el artículo demostrativo medieval occitano "Es-". Este apellido aparece con múltiples tipografías en los documentos del Reino de Navarra durante el reinado de las casas de Champaña, incluyendo Escorsi, Escorssi, Escorçi, Escorçy, Escourçy, de Corçy, d'Estorçy, y en los archivos gascones (Descorce, Descoce, Descorse, De Schours).
Al igual que otras familias de origen franco, se trasladaron a Navarra para asumir funciones administrativas y militares cuando los Condes de Champaña heredaron el trono de Navarra en 1234. Posiblemente formara casa solar en la Villa de Maya (Amaiur) en el Valle de Baztán como la familia Escorz (Navarra)
El escudo de armas de esta familia incorporó la "Campana", emblema de la Villa de Maya.
Algunos miembros de esta familia desempeñaron funciones militares, gubernamentales y financieras en Navarra y Aquitania desde los siglos XIII al XIV y posiblemente también en Francia y probablemente alguno de sus miembros formaran parte de órdenes militares.
Esta familia se relacionó estrechamente con otras baztanesas de importancia como los Borda, Maya, Echenique, Uharrichena (Oharrichena/Ocharrichena), Baztán y Goyeneche, entre los siglos XV y XVIII, si realmente se establecieron en el Baztán como los Escorz y con familias francesas (Ségur y los Condes de Bourg).

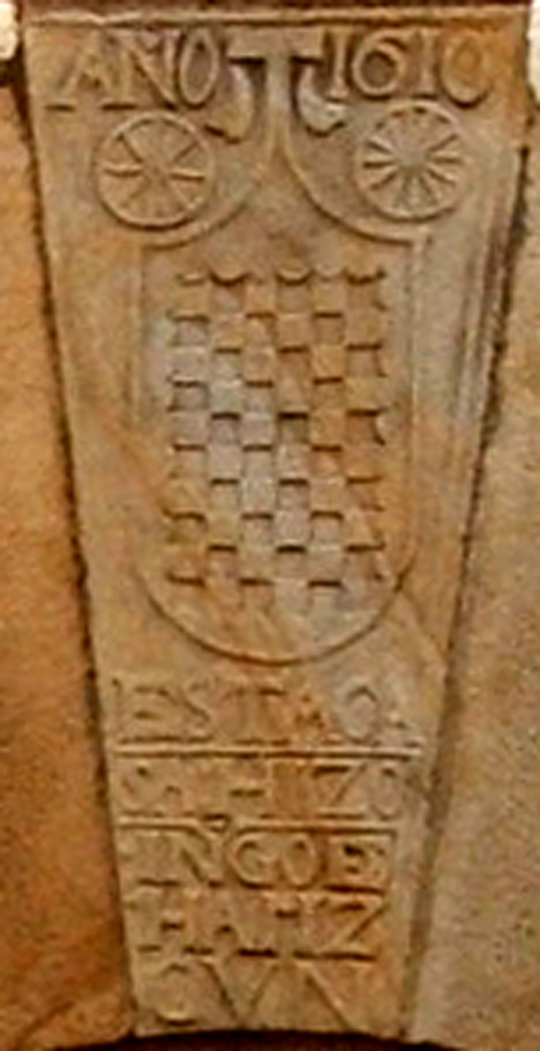
Escudo de Armas, Casa de Escorz, Maya, Baztan

## SiglosXIIyXIII
Durante los siglos XII y XIII, los países Europeos se involucraron en la defensa del Imperio Bizantino, en una serie de intervenciones militares denominadas Cruzadas.
Miembros de la familia Escors participaron en las Cruzadas durante los Siglos XII y XIII. Esta familia posee un escudo de armas militar que incorpora el Sotuer, o cruz de San Andrés, dos Armiños y dos bezantes de oro (Figura "Casa de Escors"). Mientras que el Sotuer era utilizado por los Caballeros que participaron en la Reconquista Española, los bezantes de oro eran adoptados por aquellos que participaron en las Cruzadas en apoyo del Imperio Bizantino cristiano (Ver "miembros prominentes", Gilbert d'Escors). La Casa de Escors participó en intervenciones militares en Bizancio junto con los Francos debido a su relación con la Casa de Champaña, y a sus alianzas con Casas Francesas, como con la de Ségur (con la que se unieron en 1281), los Borda (La Borde), y la Casa de Neiully. Gilbert d'Escors (ver "miembros prominentes") recibió la Baronía de Lisarea en el Principado de Acaya.
La Casa de Escors mantuvo sus lazos con Francia y permanecieron leales a los Reyes Navarros de casas Francesas. Miembros de este linaje (Ver "miembros prominentes", Gofredo d'Escors) gobernaron regiones fronterizas con Castilla y Aragón en representación de las Casas Reales de Champaña y de Capeto.

CARTA EN NOMBRE DEL REY DE NAVARRA ENRIQUE IV AL DUQUE DE SAVOYA, Fragmento mencionando a los Señores de Escors. Nótese el error tipográfico "d'Escroz" en la carta, y la corrección publicada, "d'Escors". Nótese además las dos terminaciones una con "Z" y otra con "S"

## sigloXVI
El siglo XVI se caracterizó por ser un tiempo de inestabilidad política y religiosa en Europa, particularmente en Francia. Castilla y Aragón conquistaron el Reino de Navarra en 1512, por el segundo Duque de Alba bajo las órdenes de Fernando II de Aragón. Por lo tanto, España acabó contolando la parte Ibérica del Reino de Navarra, mientras que la parte Norte (Baja Navarra) permaneció bajo el control de las Dinastías Reales Navarro-Francesas. Enrique II de Navarra, descendiente de la Casa de Albret, intentó la reunificación del Reino. Sin embargo, Navarra quedó definitivamente dividida después de la Batalla del Castillo de Maya (1521-1522), que tuvo lugar en la Casa solar de los Escors. Durante el siglo XVI también tuvo lugar una confrontación directa entre Protestantes y Católicos que desembocó en las guerras de religión Francesas (1562-1598). Esta tensión religiosa fue aprovechada por el duque Enrique de Guisa con el objetivo de conseguir el trono de Francia. Para conseguirlo, formó una alianza con Felipe II de España y el Papa Sixtus V, denominada la "Liga Católica".
La familia Escors permaneció fiel a Enrique II de Navarra durante los ataques españoles, que terminaron con la destrucción del Castillo de Maya (1521-1522). Los Escors perdieron propiedades tras la partición de Navarra. La correspondencia entre Enrique III de Navarra (futuro Enrique IV de Francia y monarca de la Rama Bourbon de la Casa de Hugo Capeto) con Carlos Manuel I, duque de Saboya, indica que la familia Escors participó en las negociaciones entre Enrique III, el duque de Saboya y Felipe II con el fin de que sus propiedades fueran restauradas (Ver la figura). Esta correspondencia (entre 1580-1585) se llevó a cabo durante las negociaciones para la finalización de la guerra entre Francia y España, y por la liberación de los Señores François de la Noue y La Turenne. Enrique IV de Navarra solicitó al Duque de Saboya que abriera negociaciones con el Rey de España, en la que los Señores de Escors participaron junto el Duque de Saboya (Ver fragmento de la carta).

## SiglosXVIII-XIX
Al igual que otras casas Nobles Navarras como los Goyeneche, apoyaron a Felipe de Anjou (Felipe V de España, de la dinastía Borbónica) durante la guerra de sucesión española (1701-1713). Este hecho resultó en el apoyo incondicional de Felipe V a la Nobleza Navarra, eliminación de impuestos y otros privilegios. Posiblemente como consecuencia de la Revolución Francesa (1789-1799), la derrota del ejército español por parte del francés en la Batalla del Valle de Baztán (1794) y de la invasión francesa durante la Guerra de la Independencia Española (1808-1814), los Escors se trasladaron a las provincias de Lérida y Gerona. Durante este período de conflicto, otras ramas de este linaje emigraron a diferentes países, incluyendo Austria e Inglaterra de donde desaparecieron en 1970. La invasión francesa durante la Guerra de la Independencia afectó muy significativamente a sus parientes de la Casa De Borda, cuyo Palacio fue ocupado por tropas Francesas, arruinando a la familia Borda que se extinguió de Navarra al no tener descendencia directa. Con toda probabilidad, algo similar sucedió con los Escors, a diferencia de la aparición de una rama en Gerona, posiblemente como refugiados.
Los escasos miembros de la familia Escors llegaron a Cádiz hacia finales del siglo XVIII.

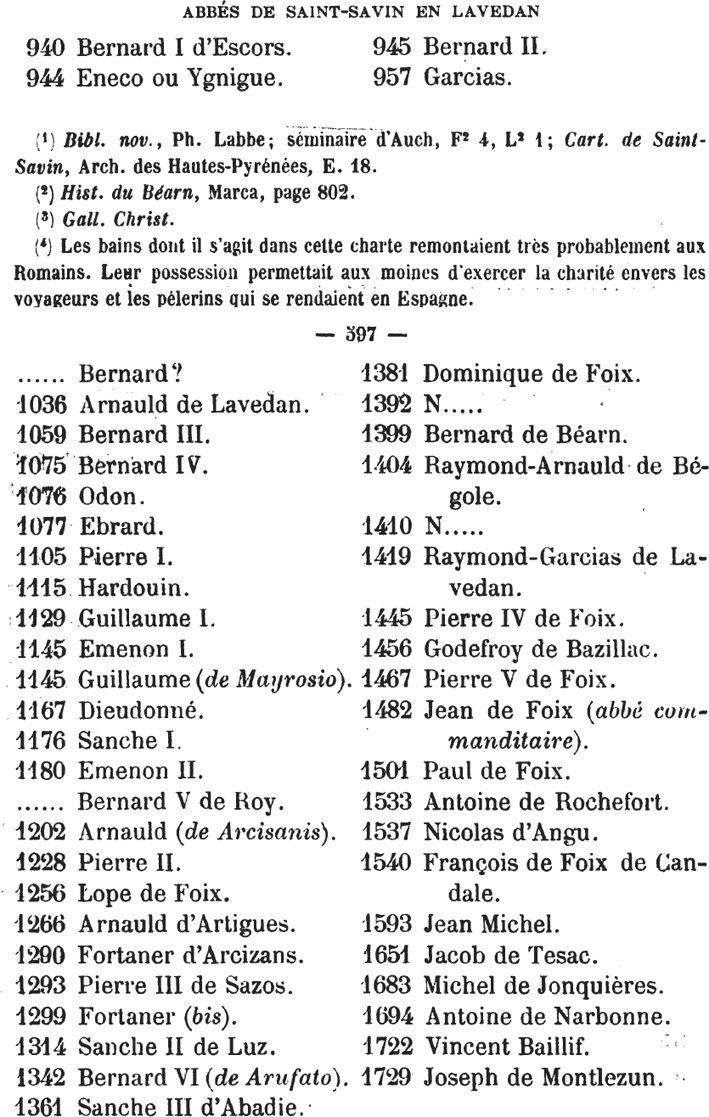
Lista de Abades de Saint-Savin en Lavendan

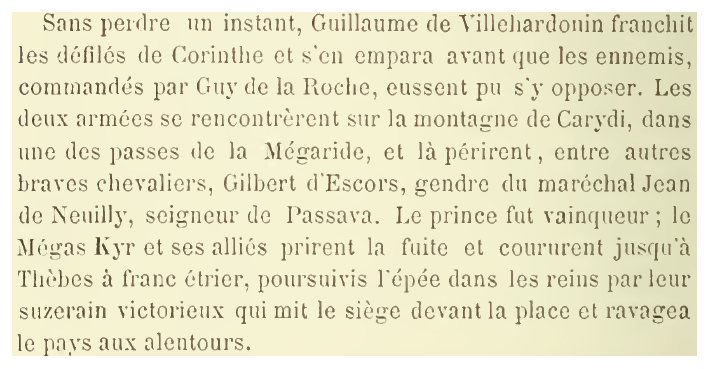
FRAGMENTO TOMADO DE "L'Achaïe féodale: étude sur le moyen âge en Grèce (1205-1456)", publicado en 1886, página 48

## Ramas supervivientes
Actualmente (en 2012), en España quedan aproximadamente 50 miembros de la familia Escors, mayoritariamente repartidos entre las provincias de Cádiz, Sevilla y Navarra, descendientes directos de Don Andrés Escors Garrucho, alcalde Republicano de Arcos de la Frontera, Cádiz.
En España quedan menos (si alguno) de 5 personas con el apellido Escorz or Eskorz. En México habitan actualmente algunos miembros de la familia Escorz, probablemente descendientes de Don Manuel Antonio De Escorz, Tesorero de la expedición militar en la Frontera de Chihuahua, México, en el año 1774.
La Casa Solar De Escors (Casa Escortzea en euskera, construida en 1610) y los Palacios Borda, Arrechea, Echenique y Goyeneche todavía permanecen en Navarra, así como los restos de las propiedades de los Templarios en Vaour y Penne, Francia, donde la familia poseía propiedades.

## Miembros prominentes de este linaje

### Bernard I d'Escors
Bernard I d'Escors, Abad de Saint-Savin-En-Lavedan entre los años 940 y 947, es uno de los miembros antiguos documentados. Sin embargo, no está claro si fue el primer Abbad desde 940 a 944 tal y como aparece en algunos documentos. En los Cartularios de Saint Savin, en particular en las listas Meillon y Duriers, no aparece como el primero, e incluso suscitan sospechas sobre su existencia. Sin embargo, a través de varias donaciones que concedió a la Abadía, se sabe que, al contrario que su predecesor Eneco d'Ygnigue, Bernard era de origen noble y estuvo a cargo de la Abadía desde 945 a 957.

### Caballero d'Escors-Galop
Señor d'Escors-Galop (Escorgalop, Escorsgalop), Caballero Templario y fiscal de la Iglesia en Saint-Paul-de-Mamiac, Francia (nacido alrededor de 1130).
Poseía propiedades en Vaour, Penne y Auriol, Francia, a nombre de la Orden del Templo. La Orden del Templo se hizo poderosa mediante el incremento de su patrimonio, frecuentemente libre de impuestos. En concreto, d'Escors-Galop consiguió la exención de impuestos por sus propiedades en 1178, lo que reforzó el poder de los Templarios de Vaour y Penne. Finalmente, estas estrategias llevadas a cabo por los Templarios incrementaron tanto su poder e influencia, que fueron percibidos por el Papa Clemente V y por el Rey de Navarra y Francia Felipe IV como una gran amenaza. Después de casi dos siglos desde su fundación, los Caballeros Templarios fueron arrestados y sus propiedades confiscadas, resultando en la disolución de la Orden entre 1307 y 1314.

### Barón Gilbert d'Escors / Guibert de Cors, Señor de Lisarea
El Barón Guibert de Cors (nacido alrededor de 1215), ampliamente considerado como Señor de Lisarea, recibió tierras feudales y varias concesiones en baronía debido a su apoyo al príncipe Guillermo II Villehardouin (o Villehardonin, familia perteneciente a los Champaña) en el Principado de Acaya. Gilbert d'Escors contrajo matrimonio con Margarita de Nully, hija de Juan de Nully, Señor de Passavant.
De acuerdo con la versión Aragonesa de la Crónica de Morea, Guibert (Chiper de Cors) se menciona en la lista de los Feudos concedidos a los caballeros Francos, y construyó el castillo de Mitopoli, cerca de Chalandritsa, Grecia. Guibert de Cors murió durante la batalla de Karydi (1258), en la que el Príncipe Guillermo II de Villehardouin salió victorioso contra la alianza entre la República de Venecia y varios Barones griegos, incluyendo el Gran Señor ("Megas Kyr") de Atenas y Tebas (Grecia), Guido I de la Roche. Su descendiente Margarita de Baux (de Balzo) contrajo matrimonio con Pedro I de Luxemburgo, convirtiéndose en ancestros de entre otros, las Casas Tudor (y todos los monarcas ingleses a partir del Rey Enrique VII de Inglaterra), los Borbón (a partir de François de Borbón, conde de Vendôme) y Estuardo (a partir de María Estuardo). Aunque esta línea genealógica esta ampliamente aceptada, depende de si Gilbert realmente tuvo una descendiente (Marguerite de Cors) que contrajo matrimonio con Geoffrey II de Briel, puesto en duda por el historiador Antoine Bon. Sin embargo, todos los manuscritos existentes de la "Crónica de Morea" describen con detalle los orígenes genealógicos de las principales casas Moreotas de origen francés, particularmente las de Nully (Nueilly, de Passavant), de Cors (d'Escors), Villehardouin (Villerhardonin), de Briel y de Maure (d'Aulnay). Además, la versión más antigua del manuscrito (versión griega, biblioteca de Copenhague) describe la partición de la baronía de Akova entre Margarita de Passavant y su hija Margarita de Cors, mediada por el príncipe Guillermo II Villehardouin.

### Gofredo De Escors / Jofre d'Escors
Gofredo De Escors (nacido alrededor de 1220-1240), "Merino", gobernador de la "Castellanía de Estella" (1282-1286) y titular del Castillo Mayor de Estella.
Con la implementación de la Casa de Champaña como Reyes de Navarra, la administración de la frontera entre Navarra y Castilla se organizó en torno a la "Castellanía". Este sistema de gobierno estaba basado en la representación del Rey de Navarra a través de un Gobernador ("Castellano"), en torno a una fortaleza (castillo) con sus tierras asociadas. Durante la Edad Media, el Rey delegaba a un Juez (Merino) en un territorio donde tenía una amplia jurisdicción, especialmente en finanzas. Don Gofredo fue nombrado Merino de Juana I de Navarra (de la Casa de Champaña) y Felipe I el Hermoso de Navarra (Felipe IV de Francia, de la Dinastía Capeta) y Gobernador de la Castellanía de Estella, que en el siglo XIII se situaba en la frontera entre los Reinos de Navarra y Castilla. Gofredo fue particularmente efectivo en la administración de ésta Castellanía, que incluía una población significativa de asentadores Judíos y Francos.

### Maestre Simón d'Escors / Simón d'Escorsi
Maestre Simón d’Escors, documentado con las variaciones del apellido d'Escorsi/d'Escorssi/d'Escorçi/d'Escorçy/d'Escourçy/d'Esconu/de Escorri/de Storti, era Abad de Falces (Navarra), Decano de Tarazona (Reino de Aragón), Juez del Alto Tribunal de Navarra (Cort), Lugarteniente, Tesorero del Reino de Navarra y Consejero de Carlos II de Navarra (1332-1387). Simon d'Escors assitía al Rey y su hermano el Infante Luis de Navarra en finanzas y gobierno, al menos desde 1358. Simón asistió a la Reina de Navarra en negociaciones diplomáticas con los Reinos de Castilla, Aragón, Aquitania y Francia, en representación del Rey y de su hermano el Infante Luis de Évreux. Simón d'Escors fue una figura crucial para la movilización de fondos para la guerra contra Castilla, y en la negociación de acuerdos con el Reino de Aragón en 1367 en contra de Castilla.
Aunque tenido en alta estima por el Rey de Navarra, Simón fue una figura controvertida, con varios procesos judiciales abiertos contra él tanto en Francia como en Navarra. Simon d'Escorsi participó en la ejecución del testamento del Carlos II de Navarra (1387)

### Señor de la Casa de Borda y Escorz, Don Martín de Borda y Escorz
El Señor de la Casa de Borda y Escorz, Don Martín de Borda y Escorz(1622, Maya).
La casa Baztanesa de Borda jugó un papel esencial en el desarrollo económico del Reino de Navarra durante el siglo XVIII, antes de su incorporación definitiva dentro del Reino de España. Don Martin de Borda y Escorz fue el fundador de la Casa Borda de Maya, y señor de los Palacios De Borda y De Arrechea. Su sucesor, Juan De Borda, demostró su Nobleza ante el Fiscal del Reino de Navarra en 1702, documentando su pertenencia a las Casas Borda, Escorz, Echenique y Arrechea. A su vez, el descendiente de Juan, Don Joaquín Vicente de Borda y Goyeneche obtuvo su ejecutoria de hidalguía de la misma manera en 1775, lo que le permitió convertirse en Caballero de la Orden de Carlos III. La afirmación de hidalguía proporcionada por el Rey a través de sus Cortes Reales era un proceso común en el Reino de Navarra ("Ejecutoria de Nobleza") hasta 1841, año en el que las Instituciones del Reino desaparecen (Ley de Modificación de Fueros o "Ley Paccionada Navarra"), resultando en pérdida de soberanía y transformación de Navarra en una provincia Española. La Casa Borda de Baztán alcanzó una alta posición social y gran prestigio hasta conseguir un asiento en las Cortes Generales del Reino de Navarra. Los Borda lo lograron por medio de una estrategia matrimonial acertada con las principales Casas Nobles Baztanesas (Escorz, Echenique, Arrechea y Goyeneche), negocios rentables y expansión de su patrimonio.

### Joan (Juan) De Escorz
Junto con Don Juan Miguel De Orlians diseñó y construyó entre 1610-1611 el portal principal de la Colegiata de Santa María la Mayor (Bolea), Huesca. El diseño de esta entrada es de estilo renacentista manierista, originario de Italia y utilizado en arte desde el Renacimiento hasta comienzos del Barroco. "La Colegiata de Santa María la Mayor" se construyó entre 1541 y 1559, y fue declarada Monumento Nacional Artístico e Histórico en 1983.

### Don Andrés Escors Garrucho
Don Andrés Escors Garrucho(1875-1947), industrial y alcalde Republicano de Arcos de la Frontera (Cádiz, 1931-1936).
Las primeras acciones consideradas por el presidente Niceto Alcalá Zamora "de guerra" contra la Segunda República Española se llevaron a cabo en Arcos y Jerez de la Frontera durante el mandato de Andrés Escors. Estas acciones consistieron en dos atentados contra la Guardia Civil que resultaron con el asesinato del Alférez José Díaz Pérez el 18 de enero de 1936. Claramente republicano, Don Andrés apoyó tanto a los familiares del Guardia Civil asesinado y especialmente a la Guardia Civil como institución al servicio de la República. Por esto, su mandato como alcalde republicano terminó al comenzar la guerra civil española algunos meses más tarde (1936-1939).

## Otros miembros de la familia
Jean d'Escorçy, Comandante de la Order de Malta
Tissandier d’Escors
El Señor Martin d’Escors
El Barón d'Escors, Jean de Mailly, Señor de Talmas
Louis de Sancerre, Baron d'Escors

## Personajes de ficción
Uno de los caballeros de la tabla redonda del Rey Arturo, Sir Degove, que aparece en "The Vulgate Version of the Arthurian Romances", derivada de la historia literaria en verso de Inglaterra "Roman de Brut" se le conoce como al Señor d'Escor, d'Ester y también como des Cors, y "Escors" tal y como aparece en las "Crónicas" de Ramon Muntaner.

## Escudos de Armas

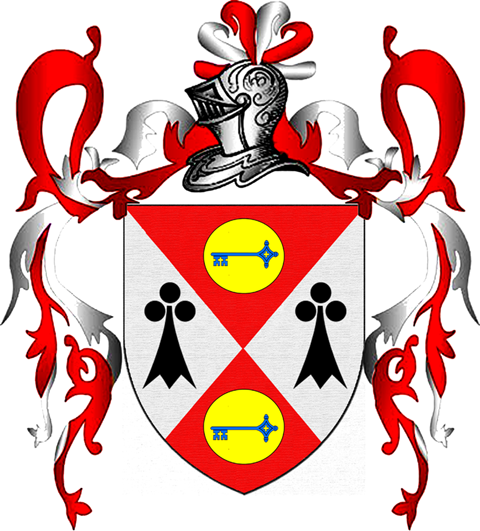
Escudo de Armas, rama Navarra, Jaime de Querexeta
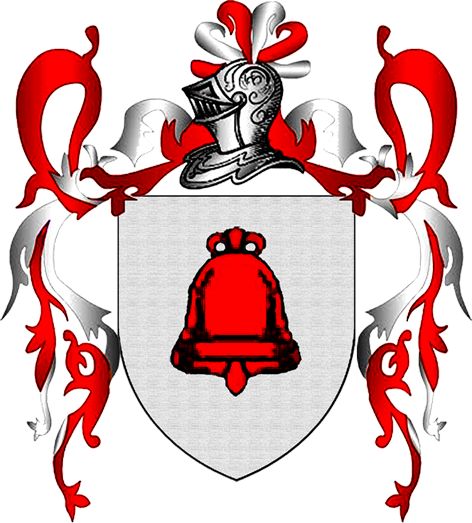
Escudo de Armas, rama Navarra (Maya), Endika de Mogrobejo
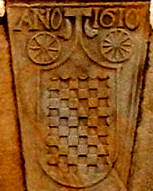
Escudo de Armas, rama Navarra (Arizcun), Real Compañía de Guardias Marinas y Colegio Naval,[4] Endika de Mogrobejo
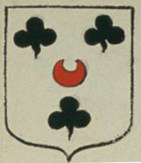
Escudo de Armas, rama Champañesa, Armorial Général de France
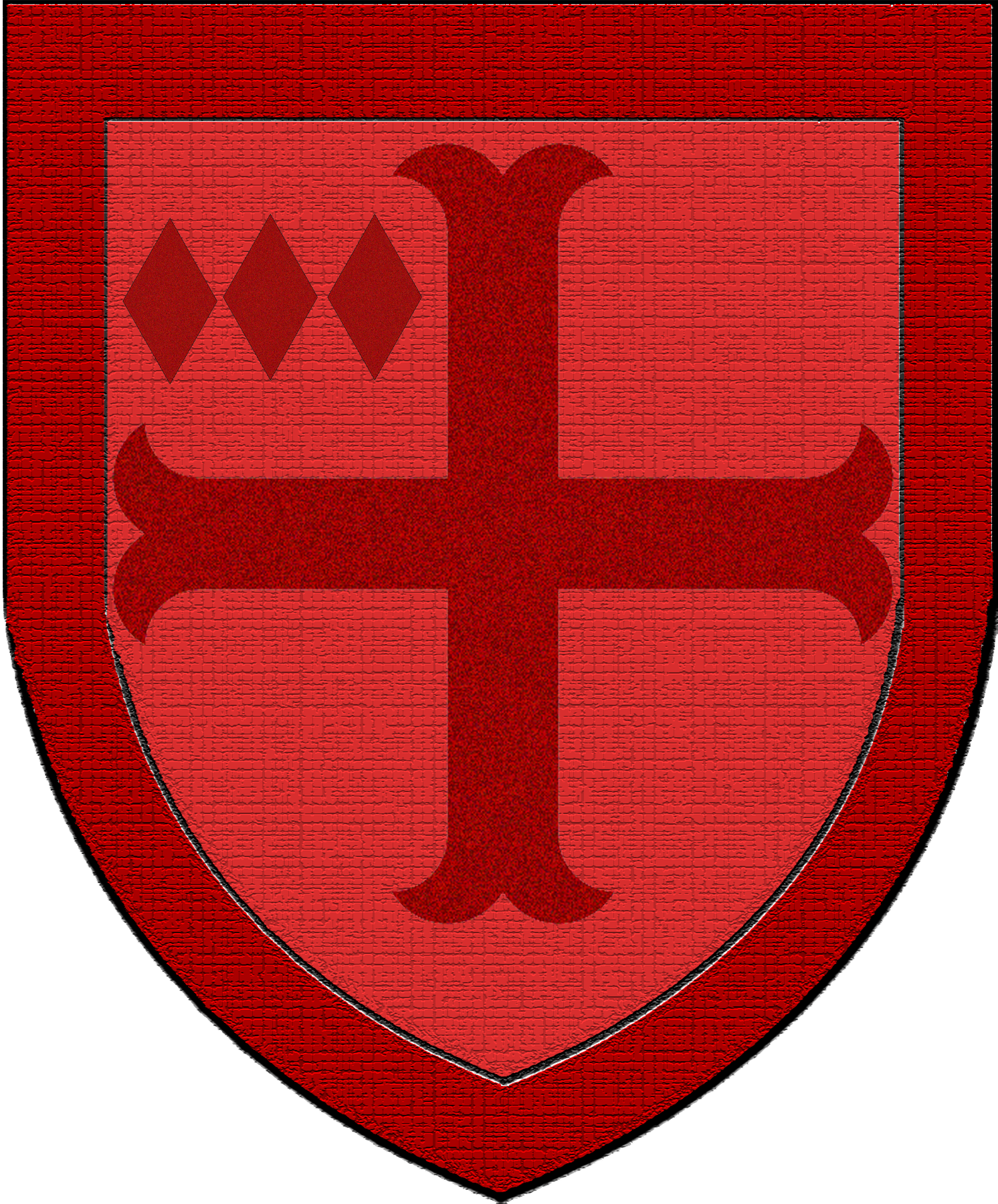
Escudo de Armas, Simon d'Escorsi
Sello de Simon d'Escorsi, 1366-1391[107]